# Punto de conexión de red

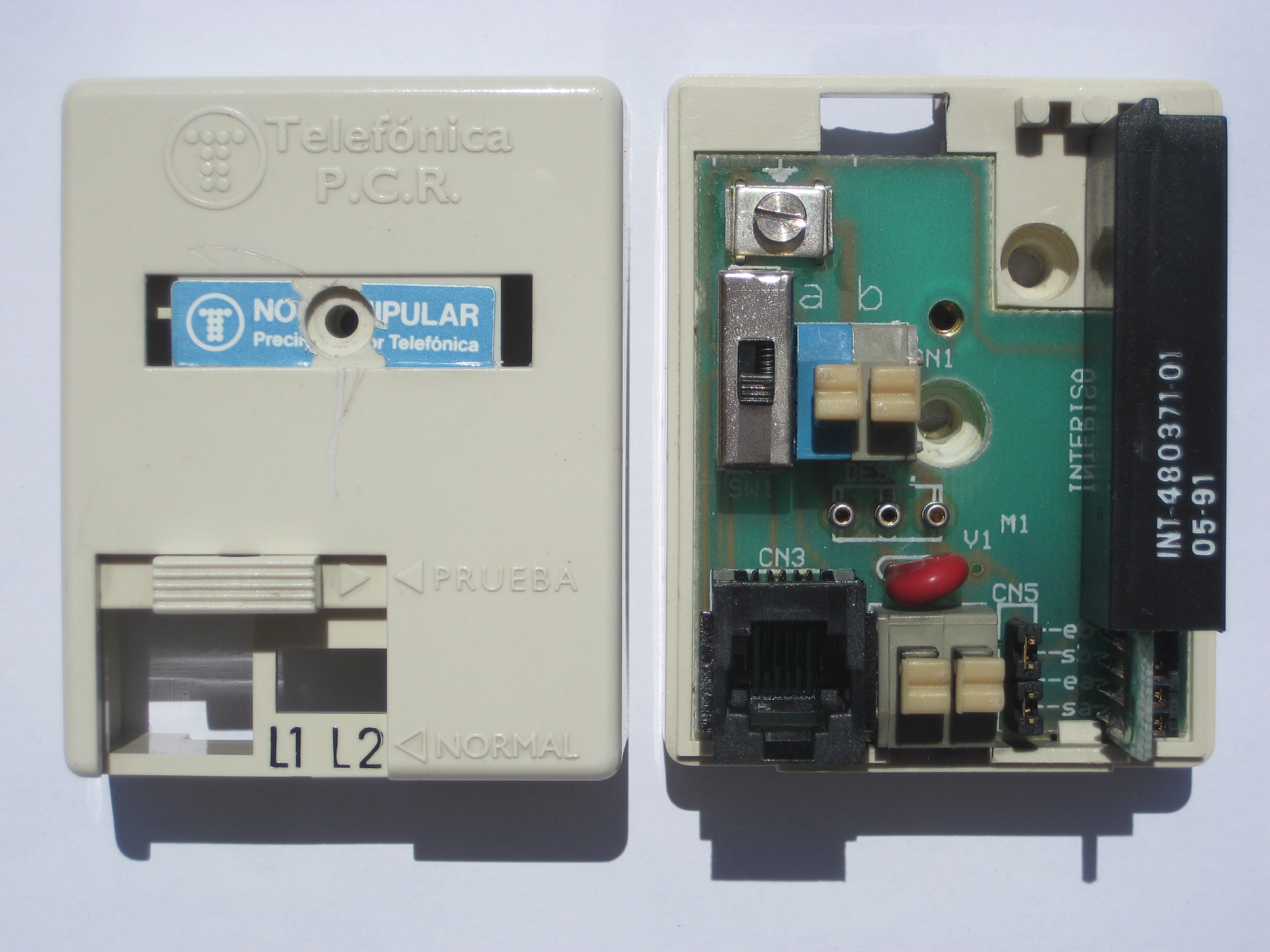
PCR (Punto de Conexión de Red) de Telefónica abierto; se puede observar el dispositivo de telediagnóstico (caja rectangular de color negro a mano derecha).

Un punto de conexión de red o PCR es un cajetín de color blanco que se instala en el punto donde se empalma el cable telefónico de la red interior del edificio con la acometida que viene del exterior. Tiene una tapa que, al abrirla, deja al descubierto un conector RJ11 en el cual se puede conectar un terminal telefónico, al tiempo que desconecta la instalación interior. Se utiliza para determinar si una avería de la línea se localiza en la instalación interior (propiedad del cliente) o en la acometida exterior (propiedad de la compañía telefónica).
El PCR lleva además un componente de diagnóstico que puede causar incompatibilidades con las conexiones ADSL, por lo que ya no se instalan. Actualmente se instalan PTR (punto de terminación de red) que son aparentemente idénticos, pero que no llevan en su interior el citado módulo.